# Różnowo (gromada)
Różnowo (od 24 VI 1970 Susz) – dawna gromada, czyli najmniejsza jednostka podziału terytorialnego Polskiej Rzeczypospolitej Ludowej w latach 1954–1972.
Gromady, z gromadzkimi radami narodowymi (GRN) jako organami władzy najniższego stopnia na wsi, funkcjonowały od reformy reorganizującej administrację wiejską przeprowadzonej jesienią 1954 do momentu ich zniesienia z dniem 1 stycznia 1973, tym samym wypierając organizację gminną w latach 1954–1972.
Gromadę Różnowo z siedzibą GRN w Różnowie utworzono – jako jedną z 8759 gromad na obszarze Polski – w powiecie suskim w woj. olsztyńskim na mocy uchwały nr 26 WRN w Olsztynie z dnia 4 października 1954. W skład jednostki weszły obszary dotychczasowych gromad Michałowo i Różnowo oraz miejscowości Kamieniec, Dolina, Piaski i Mokre z dotychczasowej gromady Olbrachtowo ze zniesionej gminy Różnowo w tymże powiecie. Dla gromady ustalono 13 członków gromadzkiej rady narodowej.
1 stycznia 1959 powiat suski przemianowano na powiat iławski.
1 stycznia 1960 do gromady Różnowo włączono wsie Olbrachtowo i Olbrachtówko, osady Zieleń i Stawiec, leśniczówkę Fabianki oraz młyn Gostyczyn ze zniesionej gromady Olbrachtówko, a także wieś Bornice ze zniesionej gromady Lubnowy Małe – w tymże powiecie.
30 czerwca 1968 do gromady Różnowo włączono wsie Jawty Małe, Jawty Wielkie i Żakowice, PGR-y Bałoszyce, Bałoszyce Małe, Nipkowie, Nipkówko, Wądoły i Wiśniówek ze zniesionej gromady Klimy w tymże powiecie.
1 stycznia 1969 do gromady Różnowo włączono wieś Siemiany oraz leśniczówki Nowe Swale, Piec, Spędziny i Stare Swale z gromady Zalewo w powiecie morąskim.
24 czerwca 1970 gromadę Różnowo zniesiono przez przeniesienie siedziby GRN z Różnowa do miasta Susza i zmianę nazwy jednostki na gromada Susz.